# Hold You
«Hold You» —en castellano: «Sujetarte»— es una canción de la banda alemana de heavy metal Axxis y fue escrita por Walter Pietsch. Se enlistó originalmente en el disco Axxis II, publicado en 1990 por EMI Music.

## Descripción
Este tema fue lanzado como sencillo inicialmente en Alemania en el año de 1990 por EMI en formato de disco de vinilo y CD, siendo el segundo del álbum Axxis II. Al año siguiente fue publicado en los Países Bajos y Suiza. El sencillo fue producido por Bernhard Weiss, Walter Pietsch y Rolf Hanekamp. Este material discográfico numera en la cara B la canción «Hold You», pero en una versión acústica.

## Formatos de doce pulgadas y disco compacto
Las ediciones de doce pulgadas y disco compacto numeran, además de la versión acústica del tema principal la melodía «Face to Face», —traducido del inglés: «Cara a cara»—, compuesta también por Pietsch.

## Lista de canciones
Los temas fueron escritos por Walter Pietsch.

Vinilo de siete pulgadas

| Lado A |            |          |  |
| N.º    | Título     | Duración |  |
| 1.     | «Hold You» | 4:42     |  |

| Lado B |            |          |  |
| N.º    | Título     | Duración |  |
| 2.     | «Hold You» | 4:08     |  |
| 8:50   |            |          |  |

Vinilo de doce pulgadas

| Lado A |                               |          |  |
| N.º    | Título                        | Duración |  |
| 1.     | «Hold You» (versión acústica) | 4:08     |  |

| Lado B |                |          |  |
| N.º    | Título         | Duración |  |
| 2.     | «Face to Face» | 5:22     |  |
| 3.     | «Hold You»     | 4:42     |  |
| 14:12  |                |          |  |

| Disco compacto |                               |          |  |
| N.º            | Título                        | Duración |  |
| 1.             | «Hold You» (versión acústica) | 4:08     |  |
| 2.             | «Face to Face»                | 5:22     |  |
| 3.             | «Hold You»                    | 4:42     |  |
| 14:12          |                               |          |  |

## Créditos
- Bernhard Weiss — voz principal
- Harry Oellers — teclados
- Walter Pietsch — guitarra acústica y guitarra eléctrica
- Werner Kleinhans — bajo
- Richard Michalski batería